# Carregal do Sal
Carregal do Sal – miejscowość w Portugalii, leżąca w dystrykcie Viseu, w regionie Centrum w podregionie Dão-Lafões. Miejscowość jest siedzibą gminy o tej samej nazwie.

## Demografia
| Liczba ludności gminy Carregal do Sal (1801–2011) | Liczba ludności gminy Carregal do Sal (1801–2011) | Liczba ludności gminy Carregal do Sal (1801–2011) | Liczba ludności gminy Carregal do Sal (1801–2011) | Liczba ludności gminy Carregal do Sal (1801–2011) | Liczba ludności gminy Carregal do Sal (1801–2011) | Liczba ludności gminy Carregal do Sal (1801–2011) | Liczba ludności gminy Carregal do Sal (1801–2011) | Liczba ludności gminy Carregal do Sal (1801–2011) | Liczba ludności gminy Carregal do Sal (1801–2011) |
| ------------------------------------------------- | ------------------------------------------------- | ------------------------------------------------- | ------------------------------------------------- | ------------------------------------------------- | ------------------------------------------------- | ------------------------------------------------- | ------------------------------------------------- | ------------------------------------------------- | ------------------------------------------------- |
| 1801                                              | 1849                                              | 1900                                              | 1930                                              | 1960                                              | 1981                                              | 1991                                              | 2001                                              | 2004                                              | 2011                                              |
| 1 240                                             | 8 650                                             | 14 106                                            | 14 946                                            | 13 468                                            | 11 137                                            | 10 992                                            | 10 411                                            | 10 555                                            | 9 835                                             |

## Sołectwa
Sołectwa gminy Carregal do Sal (ludność wg stanu na 2011 r.)
- Beijós – 975 osób
- Cabanas de Viriato – 1533 osoby
- Currelos – 2447 osób
- Oliveira do Conde – 3122 osoby
- Papízios – 679 osób
- Parada – 806 osób
- Sobral – 273 osoby